# Gamasellus villosus
Gamasellus villosus är en spindeldjursart som beskrevs av Davydova 1982. Gamasellus villosus ingår i släktet Gamasellus och familjen Ologamasidae. Inga underarter finns listade i Catalogue of Life.